# Ritratto di Bartolomeo Prati
Il Ritratto di Bartolomeo Prati è un dipinto a olio su tela (110 x 90 cm) di Girolamo Mazzola Bedoli è databile attorno al 1542 ed è conservato presso la Galleria nazionale di Parma.

## Storia
La tela entrò in Galleria Nazionale nel 1860, come parte della collezione Dalla Rosa Prati, acquisita dopo una serie di trattative tra gli eredi della famiglia e il duca Carlo III di Borbone. Anche se l'opera venne attribuita da vari studiosi a Parmigianino, oggi la maggior parte della critica ha accettato l'ascrizione a Girolamo Mazzola Bedoli. Per l'affinità di questo dipinto al Ritratto di un sarto (conservato oggi a Napoli, nel Museo nazionale di Capodimonte facente parte della antica collezione Farnese), gli studiosi avevano datato l'opera attorno al 1550. Recentemente però, a seguito dell'identificazione del soggetto con Bartolomeo Prati, si è pensato di poter collocare l'opera attorno al 1542.

## Descrizione
l ritratto si presenta agli occhi dell'osservatore ricco di dettagli preziosi, che racchiudono una nascosta simbologia a svelare l'identità del personaggio. In passato attribuito a Parmigianino per le sue raffinatezze stilistiche, è ora unanimemente assegnato a Girolamo Mazzola Bedoli.
L'uomo è ritratto di tre quarti, nel suo studio, in un elegante robone nero. L'opera si presenta ricca di manierismi e raffinatezze: la barba, per esempio è eseguita a fil di pennello, e il broccato è dipinto usando un accurato effetto lucido. La clessidra che il personaggio tiene in una mano, ha quasi tutta la polvere sulla zona sottostante, quasi a significare che la sua fine è ormai vicina. Anche l'ultimo dei tre garofani, che individuano le tre fasi della vita, ha perso quasi tutti i suoi petali. Nel dipinto sono presenti, inoltre, molte altre simbologie. Il labirinto sul volume alle spalle del personaggio, per esempio, contiene la scritta latina EXI, rimando all'uscita dalla vita terrena e all'avvicinamento a Dio. Inoltre, sull'anfora raffigurata sulla destra si individuano la figura di Giano bifronte, divinità simbolo del passaggio alle porte celesti, e la scritta ECCE, che allude alla frase “Ecce Homo” pronunciata da Pilato e al giudizio divino.
Il personaggio ritratto nel dipinto è stato identificato recentemente con Bartolomeo Prati, un giureconsulto di Pavia che svolse una intensa attività giuridica a Parma come luogotenente di Francesco Gucciardini. Collezionista di opere d'arte, fu mecenate e committente di importanti imprese artistiche, fra cui l’Ecce Homo di Correggio.
Girolamo Mazzola Bedoli si occupò anche della realizzazione del sepolcro dello stesso Prati collocato nella cripta del duomo di Parma.